# ماريو بيلو
ماريو بيلو (8 أغسطس 1972 بمونتريال في كندا - ) هو لاعب كرة قدم كندي في مركز الهجوم. شارك مع منتخب كندا لكرة القدم. أما مع النوادي، فقد لعب مع إمباكت مونتريال وRochester Rhinos ‏ وMontreal Supra ‏ وBuffalo Blizzard ‏ ومونتريال إمباكت (1992–2011) وToronto ThunderHawks ‏.

## وصلات خارجية
- ماريو بيلو على موقع الاتحاد الدولي (مؤرشف)  (الإنجليزية)
- ماريو بيلو على موقع قاعدة بيانات كرة القدم.إي يو (الإنجليزية)
- ماريو بيلو على موقع ناشيونال فوتبول تيمز (الإنجليزية)
- ماريو بيلو على موقع Soccerway.com (الإنجليزية)